# Ichneumon analis
Ichneumon analis là một loài tò vò trong họ Ichneumonidae.